# Tall Ships (banda)
Tall Ships fue una banda británica de rock, formados en 2008 en Falmouth y establecidos en Brighton. La banda está conformada por el guitarrista y cantante Ric Phethean, el bajista Parker Mate, el baterista Jamie Bush y el tecladista James Elliot Field.
La banda lanzó dos EP y su álbum de debut Todo Tocando vía Big Scary Monster Records antes de desaparecer por tres años. Liberaron su segundo álbum Impressions en marzo de 2017.

## Historia
Formada mientras estudiaban en Falmouth University, Phethean y Bush crecieron juntos a las afueras de Brighton, y Parker creció en Worcester. Cuando realizaban su álbum debut, enlistaron al productor James Elliot Field, inicialmente como miembro de gira y ahora como miembro permanente.
La banda liberó su EP homónimo en Big Scary Monster Records a comienzos de 2010, con su segundo EP There is Nothing But Chemistry Here siendo liberado en octubre de 2010 en Big Scary Monsters and Blood and Biscuits. Liberaron su álbum  Everything Touching el 8 de octubre de 2012 vía Blood and Biscuits/Big Scary Monsters. 
La banda entonces desapareció, y el bajista Matt Parker más tarde declaró que "Había mucha carga emocional, financiero y físico sobre todos nosotros a varios niveles, así que necesitamos una separación. Tuvimos que ir a trabajar y pagar todas aquellas deudas" y que "mi salud mental y la de Ric necesitaba un poco de atención". Phethean más tarde reveló que durante la separación de la banda,  trabajó como barman, constructor, paisajista y excavador de tumbas. Más recientemente,  trabajó como arreglista de flores en una sesión fotográfica para Vogue.
Re-aparecieron en mayo de 2015 con el sencillo "Will To Life" vía Too Pure. El sencillo mostró un cambio en su dirección de math rock a un sonido más general de rock alternativo/indie. En septiembre de 2016, la banda anunció que habían firmado con FatCat Registros y liberado un nuevo sencillo Meditations on Loss. En octubre de 2016, la banda visitó el Reino Unido en apoyo a Lonely The Brave. En marzo de 2017, la banda liberó su segundo álbum Impressions. Comentando sobre el cambio en dirección, Parker declaró que "nuestro material anterior era bastante ligado a aquel math rock pero nosotros amamos el 4/4 y las canciones pop y crecimos escuchando ese tipo de música así que pienso que es una evolución natural ". Retrasado del lanzamiento original en febrero debido a un retraso en la producción para el LP de vinilo, la banda emprendió hacia el Reino Unido a finales de febrero y principios de marzo. Las primeras 2 fechas del tour fueron aplazadas hasta mayo, con las fechas más lejanas siendo añadidas a otro tour corto.

## Miembros de banda
Miembros actuales
- Ric Phethean - vocalista, guitarra, teclados
- Matt Parker - bajo, corista, teclados
- Jamie Bush - batería
- James Elliot Field  - teclados

## Discografía

### Álbumes de estudio
- Everything Touching[10][11] (Big Scary Monsters/Blood and Biscuits, 8 de octubre de 2012)
- Impressions (Fatcat Records, 10 de febrero de 2017)

### EP Y sencillos
- Tall Ships - EP (Big Scary Monsters/Blood and Biscuits, febrero de 2010)
- There is Nothing But Chemistry Here - EP (Big Scary Monsters/Blood and Biscuits, octubre de 2010)
- Plate Tectonics (Big Scary Monsters/Blood and Biscuits, 2011)
- Hit The Floor (Big Scary Monsters/Blood and Biscuits, 2011)
- Gallop (Big Scary Monsters/Blood and Biscuits, 2012)
- T=0 (Big Scary Monsters/Blood and Biscuits, 2012)
- Will to Life (Too Pure, 2015)
- Meditations on Loss (Fatcat Records, 2016)